# Acronicta walkeri
Acronicta walkeri är en fjärilsart som beskrevs av Andrews 1877. Acronicta walkeri ingår i släktet Acronicta och familjen nattflyn. Inga underarter finns listade i Catalogue of Life.